# 国際モータースポーツ殿堂
国際モータースポーツ殿堂（こくさいもーたーすぽーつでんどう、The International Motorsports Hall of Fame）はドライバー、オーナー、開発者あるいは技術者としてモータースポーツに多大な功績を残した人々を記念する殿堂である。殿堂入りした人々の国籍はさまざまであり、また何人かはアメリカ合衆国以外のモータースポーツで活躍していた。
同殿堂は、1982年にNASCARの創設者ビル・フランスによって設立され、米国アラバマ州タラデーガのスーパースピードウェイに隣接した場所にある。
殿堂入りするためには、その人物は殿堂入りの理由となる分野を引退してから最低5年が経過している必要がある。そして世界中の自動車レースメディアから選ばれた150人のメンバーによる投票を経て決定される。

## 殿堂入りした人物
年は殿堂入りした年（西暦）
1990年
- ボビー・アンサー
- バーニー・オールドフィールド
- ダン・ガーニー
- マルコム・キャンベル
- ジム・クラーク
- パーネリ・ジョーンズ
- ジュニア・ジョンソン
- ジャッキー・スチュワート
- マーク・ダナヒュー
- ミッキー・トンプソン
- トニー・ハルマン
- デヴィッド・ピアソン
- グラハム・ヒル
- ファン・マヌエル・ファンジオ
- ジャック・ブラバム
- ビル・フランスSr.
- バック・ベイカー
- リー・ペティ
- スターリング・モス
- ヘンリー・「スモーキー」・ヤニック
- ファイヤーボール・ロバーツ

1991年
- キャロル・シェルビー
- ネッド・ジャレット
- ウィルバー・ショー
- ラルフ・デ・パルマ
- フィル・ヒル
- ビル・ブコビッチ
- ティム・フロック
- トニー・ベッテンハウゼン
- ブルース・マクラーレン
- フレッド・ロレンツェン

1992年
- アルベルト・アスカリ
- ロジャー・ウォード
- アンディ・グラナテッリ
- ピーター・グレッグ
- ルイス・シボレー
- カーティス・ターナー
- ウォーリー・パークス
- ルイス・メイヤー
- エディー・リッケンバッカー
- ケニー・ロバーツ

1993年
- ボビー・アリソン
- ジョージ・ビニョッティ
- ヘンリー・フォード
- アル・ホルバート
- レックス・メイズ
- ニキ・ラウダ

1994年
- ジョー・ウェザリー
- コーリン・チャップマン
- ハーブ・トーマス
- ベニー・パーソンズ
- エンツォ・フェラーリ
- ジョン・マーカム
- ラルフ・ムーディ
- タイニー・ランド
- モーリー・ローズ

1995年
（なし）
1996年
- ボビー・アイザック
- リッチー・エバンス
- ジョン・サーティース
- ドナルド・ヒーリー
- フェルディナント・ポルシェ
- ジョニー・ラザフォード

1997年
- ラルフ・アーンハート
- ドン・ガーリッツ
- バディ・ベイカー
- リチャード・ペティ
- ジム・ホール
- リック・メアーズ

1998年
- デイビー・アリソン
- アル・アンサー
- ルドルフ・カラツィオラ
- タツィオ・ヌヴォラーリ
- ロジャー・ペンスキー
- バンジョー・マシューズ

1999年
- アラン・プロスト
- ゴードン・ジョンコック
- ウェンデル・スコット
- ルイーズ・スミス
- ハリー・ハイド

2000年
- マリオ・アンドレッティ
- アイルトン・セナ
- ネルソン・ピケ
- A.J.フォイト
- クレイグ・ブリードラブ
- ドン・プルドーム

2001年
- フレッド・オッフェンハウザー
- ジミー・ブライアン
- マイク・ヘイルウッド
- ニール・ボネット
- ケン・マイルズ

2002年
- ジャッキー・イクス
- グレン・ウッド
- アラン・クルウィッキ
- デニス・ハルム
- エットレ・ブガッティ
- ケール・ヤーボロー
- ティム・リッチモンド

2003年
- ブリッグス・カニンガム
- メル・ケニオン
- エマーソン・フィッティパルディ
- レイ・フォックス
- A.J.ワトソン

2004年
- チャールズ・"レッド"・ファーマー
- ビル・フランスJr.
- シャーリー・マルドウニー
- ビル・マンシー
- ボビー・レイホール

2005年
- ジョー・アマート
- ダレル・ウォルトリップ
- ボブ・グリデン
- チップ・ハナウアー
- ナイジェル・マンセル

2006年
- デイル・アーンハート
- ハリー・ガンツ
- ジャネット・ガスリー
- ジャック・ラウシュ
- ハンピー・ホイーラー

2007年
- レイ・ヘンドリック
- ジャック・イングラム
- ウォーレン・ジョンソン
- ウェイン・レイニー
- ブルートン・スミス
- JUNIE DONLAVEY